# 畢思理
畢思理（英語：Robert Palmer Beasley，1936年4月29日—2012年8月25日），美國醫師兼公共衛生學家，以在臺灣推行乙型肝炎疫苗著名。

## 生平

### 推行肝炎疫苗
畢思理為1936年4月29日生於美國加州格倫代爾，從哈佛大學醫學院畢業後，至華盛頓大學繼續醫學研究。當時華盛頓大學和美國海軍第二醫學研究所有合作，因此1968年他至臺灣調查德國麻疹在臺灣流行和疫苗施打，除發現臺灣肝癌病例高外，B型肝炎病患表面抗原的帶原率也非常高，使他對這方面展開研究。
畢思理為研究B型肝炎，加入了臺灣大學醫學院研究團隊，結識台大小兒科醫生黃綠玉，後進而成為夫婦。他在妻子協助下，發現帶原B型肝炎的孕婦在生產過程中會傳染給嬰兒，因而發展出新生兒預防接種計畫。台灣省立護專微生物研究室於1977年3月起開始對孕婦B型肝炎表面抗原調查，10月開始提供有B型肝炎表面抗原反應的血清給畢思理，以藉由選擇效價高的孕婦的臍帶血為嬰兒注射免疫球蛋白。
1979年，華盛頓大學醫學研究中心引入一批B型肝炎疫苗，由台大醫學院、華盛頓大學和默克藥廠共同提出，計畫對臺北市城中區一些幼稚園的孩童進行施打。原先是畢思理、黃綠玉、林家青、三位醫師將進行這項計畫，但因未經美國政府正式許可在人體使用，被行政院衛生署於1980年3月以公文行文台北市衛生局、台灣省衛生處及高雄市衛生局阻止。臺灣全面針對嬰兒施打B肝疫苗仍引起極大的爭議，正反意見對立相當嚴重，媒體甚至有負面質疑畢思理是外籍學者的身份。例如寫他是「畢思理畢竟是美國人...一個欠缺醫學倫理觀念的學人」。前衛生署技監許須美回憶畢思理此事引起不小風波，引起監察院介入調查，被質疑「將台灣孩子當白老鼠」，時任政務委員的李國鼎也召開國際會議。此外，台北捐血中心免費提供血液給畢思理作肝炎疫苗研究，但卻不提供臺灣學者，而引起臺灣醫界反感。榮民總醫院的免疫學者、分子生物學者，公開對B型肝炎疫苗的安全提出質疑。臺灣大學醫學院的宋瑞樓、陳定信、李慶雲等人則支持應該全面施打B肝疫苗的計劃。
畢思理的另外一項重要發現是，B型肝炎會導致惡性腫瘤及肝癌。1981年，畢思理發表了「B型肝炎病毒感染與肝癌發生的相關性」論文研究，投稿於《刺胳針》，引起臺灣醫界注意。該年，衛署署長王金茂退休前，衛署臨時召集了一次肝炎防治委員會，同意撥款給畢思理繼續B型肝炎疫苗的試種計畫。
在臺灣大學醫學院研究團隊從1972年以14年時間終於證明施打B型肝炎疫苗可使兒童將來發生肝癌機率降低75%後，1986年，衛生署決定臺灣展開全面施打B肝疫苗的計劃。經三十年，臺灣兒童的B肝帶原率有10.5%降至0.8%以下，大幅減低了成年以後罹患肝癌的機會。

### 返回美國定居
1987年，畢思理回美國定居，於德州大學公共衛生學院擔任院長，之後多次回臺灣給予而對臺灣後續B肝研究者指導和建議。妻子則於德州大學公衛學院任教。
2001年，畢思理獲行政院頒發一等衛生獎章，獲總統陳水扁總統接見。嚴重急性呼吸道症候群台灣疫情期間，畢思理立即趕回台灣，協助衛生福利部疾病管制署進行各種疫調。此外，畢思理也在美國透過管道尋求幫助臺灣加入世界衛生組織。
2012年8月25日，畢思理因胰臟癌病逝於美國。該年12月15日，台灣小兒科醫學會舉辦「畢思理教授紀念研討會」，邀請陳建仁以院士身分主講。